# ناحیه آنتورپ، میشیگان
ناحیه آنتورپ (به انگلیسی: Antwerp Township) شهرستان انتورپ، میشیگان (به Michigan) یک شهرک در ایالات متحده آمریکا است که در میشیگان واقع شدهاست. بر طبق سرشماری سال ۲۰۲۰، جمعیت این شهر ۱۳۴۲۵ نفر بوده است. این شهر پس از شهر بزرگ انتورپ بلژیک نامگذاری شد. شهر انتورپ در سال ۱۸۳۷ تأسیس شد.

## جغرافیا
با توجه به اداره امار ایالات متحده، شهرستان دارای مساحت کل ۳۵٫۱ مایل مربع (۹۱ کیلومتر مربع)، که ۳۴٫۹ مایل مربع (۹۰ کیلومتر مربع) زمین و ۰٫۲ مایل مربع (۰٫۵۲ کیلومتر مربع) (۰٫۵۴٪) اب است.

## جمعیت
همان‌طور که از سرشماریدر سال ۲۰۰۰، ۱۰٬۸۱۳ نفر، ۳٬۷۶۴ خانوار و ۲٬۹۳۵ خانواده در شهر زندگی می‌کردند. تراکم جمعیت ۳۰۹٫۹ ساکنان در هر مایل مربع (119.7 / km2) بود. ۳٬۹۶۸ واحد مسکونی با تراکم متوسط ۱۱۳٫۷ در هر مایل مربع (43.9 / km2) وجود دارد. آرایش نژادی شهرستان ۹۳٫۵۴٪ سفید، ۱٫۲۹٪ آفریقایی آمریکایی، ۰٫۳۵٪ بومی آمریکایی، ۰٫۵۲٪ آسیایی، ۲٫۱۹٪ از نژادهای دیگر و ۲٫۱۰٪ از دو یا چند نژاد بود. اسپانیایی یا لاتین از هر نژاد ۵٫۰۷٪ از جمعیت بود. ۳۷۶۴ خانوار وجود داشت که ۴۲٫۹ درصد آنها فرزندان زیر ۱۸ سال داشتند که با آنها زندگی می‌کردند، ۶۲٫۰ درصد زوج‌های متأهل بودند که با هم زندگی می‌کردند، ۱۱٫۴ درصد یک زن خانه‌دار بدون شوهر داشتند و ۲۲٫۰ درصد غیر خانواده بودند. ۱۷٫۶٪ از تمام خانواده‌ها از افراد تشکیل شده بودند و ۶٫۹٪ کسی را داشتند که تنها زندگی می‌کرد که ۶۵ ساله یا مسن تر بود. متوسط اندازه خانوار ۲٫۸۰ و متوسط اندازه خانواده ۳٫۱۶ بود. در شهرستان جمعیت گسترش یافته بود، با ۲۹٫۹٪ زیر سن ۱۸، ۷٫۷٪ از ۱۸ به ۲۴، ۲۹٫۸٪ از ۲۵ به ۴۴، ۲۲٫۷٪ از ۴۵ به ۶۴، و ۹٫۸٪ که ۶۵ ساله یا مسن تر بودند. متوسط سن ۳۵ سال بود. به ازای هر ۱۰۰ زن، ۹۵٫۴ مرد وجود داشت. به ازای هر ۱۰۰ زن ۱۸ ساله و بیشتر، ۹۲٫۲ مرد وجود داشت. درآمد متوسط برای یک خانواده در شهر ۵۰٬۵۵۶ دلار و درآمد متوسط برای یک خانواده ۵۶٬۴۲۴ دلار بود. مردان درآمد متوسط ۳۹٬۳۶۳ دلار در مقابل ۲۷٬۳۲۱ دلار برای زنان داشتند. درآمد سرانه برای شهر ۱۹٬۴۱۸ دلار بود. حدود ۳٫۹ درصد از خانواده‌ها و ۵٫۴ درصد از جمعیت زیر خط فقر بودند، از جمله ۳٫۸ درصد از افراد زیر ۱۸ سال و ۱۰٫۵ درصد از افراد ۶۵ ساله یا بیشتر.